# Floored
Floored è il secondo album in studio del gruppo musicale alternative rock statunitense Sugar Ray, pubblicato nel 1997.

## Tracce
1. RPM – 3:21
2. Breathe – 3:24
3. Anyone – 3:29
4. Fly (featuring Super Cat) – 4:52
5. Speed Home California – 2:42
6. High Anxiety – 3:31
7. Tap, Twist, Snap – 3:12
8. American Pig – 4:01
9. Stand and Deliver (Adam and the Ants cover) – 2:58
10. Cash – 1:35
11. Invisible – 3:09
12. Right Direction – 2:53
13. Fly – 4:04

## Formazione
- Mark McGrath - voce, chitarra
- Rodney Sheppard - chitarra, cori
- Murphy Karges - basso, chitarra, cori
- Stan Frazier - batteria, percussioni, chitarra, cori
- Craig "DJ Homicide" Bullock - turntablism, samples, tastiere, cori